# Aegocera humphreyi
Aegocera humphreyi là một loài bướm đêm trong họ Noctuidae.